# Олудза
Олудза (пол. Ołudza) — село в Польщі, у гміні Щекоцини Заверцянського повіту Сілезького воєводства.
Населення — 300 осіб (2011).
У 1975-1998 роках село належало до Ченстоховського воєводства.

## Демографія
Демографічна структура станом на 31 березня 2011 року:
|          | Загалом | Допрацездатний вік | Працездатний вік | Постпрацездатний вік |
| -------- | ------- | ------------------ | ---------------- | -------------------- |
| Чоловіки | 144     | 32                 | 94               | 18                   |
| Жінки    | 156     | 26                 | 91               | 39                   |
| Разом    | 300     | 58                 | 185              | 57                   |